# 加扎里亞烏帕齊拉
加扎里亞乌帕齐拉是孟加拉国蒙希甘傑縣的一个乌帕齐拉，位於達卡专区的蒙希甘傑縣。。

## 人口
據1991年孟加拉國人口普查，加扎里亞共有戶數22,113戶，人口128368人。其中男性佔比51.05%，女性佔比48.95%；成年人口62,078人。該地7歲以上人口之平均識字率為32.7%，高於全國平均值（32.4%）。